# Pouilley-les-Vignes
Pouilley-les-Vignes là một xã của tỉnh Doubs, thuộc vùng Franche-Comté, miền đông nước Pháp.

## Dân số
| Năm | 1962 | 1968 | 1975 | 1982 | 1990 | 1999 | 2004 |
| --- | ---- | ---- | ---- | ---- | ---- | ---- | ---- |
| Dân số | 574  | 729  | 1017 | 1358 | 1707 | 1802 | 1822 |
| From the year 1962 on: No double counting—residents of multiple communes (e.g. students and military personnel) are counted only once. |      |      |      |      |      |      |      |

## Economy
Until 1920, wines such as Pulsard, Pinot, and Gamay were made in the commune, but very few small vineyards remain.